# Мартыново (Московская область)
Мартыново — деревня в Дмитровском районе Московской области, в составе сельского поселения Якотское. Население — 3чел. (2010); 152 чел. (ноябрь 2016)  До 2006 года Мартыново входило в состав Слободищевского сельского округа.

## Расположение
Деревня расположена в северо-восточной части района, недалеко от границы с Сергиево-Посадским, примерно в 20 км к северо-востоку от Дмитрова, на суходоле, высота центра над уровнем моря 149 м. Ближайшие населённые пункты — Измайлово на юго-западе, Колотилово на северо-западе и Слободищево на востоке.

## Население
| 2002 | 2006 | 2010 |
| ---- | ---- | ---- |
| 5    | ↘2   | ↗3   |